# Bac Beag

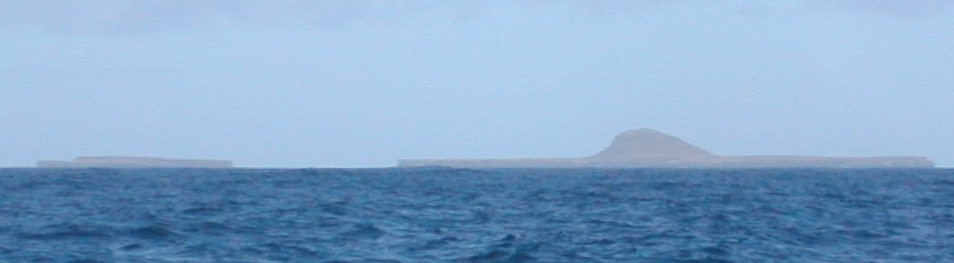
Bac Beag y Bac Mòr.

Bac Beag es una isla de Escocia, perteneciente al archipiélago de las Islas Treshnish, en las Hébridas Interiores. El nombre, en idioma gaélico escocés, tiene dos interpretaciones diferentes. Beag simplemente significa pequeño (en oposición a Bac Mòr, su hermana mayor), pero Bac puede significar "banco" o también "obstáculo".
En contraste con Bac Mòr, Bac Beag es baja y plana. Es una isla de origen volcánico.
- Datos: Q35370
- Multimedia: Bac Beag / Q35370